# جيرت هالر
جيرت هالر هو سياسي ألماني، ولد في 30 أبريل 1944 في توبينغن في ألمانيا، وتوفي في 11 أبريل 2010 في ولاية بريمن في ألمانيا. انتخب وزير دولة ‏ وزارة المالية الاتحادية (1993 – 1994).

## وصلات خارجية
- جيرت هالر على موقع مونزينجر (الألمانية)